# Antoni Olaf Sabater
Antoni Olaf Sabater i Ribera (Barcelona, 1959) és un pianista i compositor català.
Format al Conservatori Municipal de Barcelona amb Carme Poch i Sofia Puche, ha desenvolupat una activitat com a autor i intèrpret, no només en l'àmbit de la música contemporània, sinó també en el del jazz i la música moderna, on gaudeix d'un gran reconeixement com a teclista, arranjador i director musical. A primeries dels anys vuitanta va formar part dels músics que acompanyaven Raimon i va participar en el disc Entre la nota i el so (1984).
És autor de composicions per a instrument solista, cambra, orquestra i big band. Del seu catàleg per a piano destaquen les obres Bluesolaf (1983), Toccatalana (1984), Seqüència puntillista on hi ha un Schubert amagat i In mompouriam –obra inclosa pel pianista Jordi Masó en el disc Homenatges a Mompou (Anacrusi, 2002)–, a més de les composicions per a piano a quatre mans Tres racions musicals i Cinc sorpreses. Entre les composicions de cambra es poden citar Sanctuarios (1979), per a flauta, violoncel i piano; Sonatelia (1980) per a flauta i piano; Pianoncello (1982), per a violoncel i piano; Abstracció colorista, per a clarinet, fagot i oboè, i That’s for flute, oboe and clarinet.
També és autor de les partitures orquestrals Interiors (1980) per a trompa, piano i orquestra de corda, obra encàrrec del festival de Cadaqués; Per a piano, guitarra i orquestra (1982); Doble concert (1988); i la cantata infantil 43 minuts i 31 segons amb Yoli Pastixet, que, amb textos de Joan Barril, s'estrenà en el marc del projecte pedagògic Cantània (2002). El 26 de febrer de 2012, l'Orquestra de Cambra de Granollers, dirigida per Joan Albert Amargós i amb Albert Julià com a solista, estrenà el seu Concert per a saxofon i orquestra, obra encàrrec commemorativa del 20è aniversari de la formació. Ha compost també la banda sonora de la pel·lícula Nudos, de Lluís M. Güell, i la música de les sèries de Televisió de Catalunya Ventdelplà i Mar de fons.